# South Vinemont, Alabama
South Vinemont là một thị trấn thuộc quận Cullman, tiểu bang Alabama, Hoa Kỳ. Dân số năm 2009 là 520 người, mật độ đạt 229 người/km².